# Wełniczek piękny
Wełniczek piękny (Byssocorticium pulchrum (S. Lundell) M.P. Christ.) – gatunek grzybów z rodziny błonkowatych (Atheliaceae).

## Systematyka i nazewnictwo
Pozycja w klasyfikacji według Index Fungorum: Byssocorticum, Atheliaceae, Atheliales, Agaricomycetidae, Agaricomycetes, Agaricomycotina, Basidiomycota, Fungi.
Takson ten w 1941 roku opisał Seth Lundell, nadając mu nazwę Corticium pulchrum. W 1960 r. Mads Peter Christiansen przeniósł go do rodzaju Byssocorticium. Synonimy:
- Corticium atrovirens var. spora-majore Bourdot & Galzin 1928 [1927]
- Corticium pulchrum S. Lundell 1941

Nazwę polską zaproponował Władysław Wojewoda w 1999 r.

## Morfologia
Owocnik
Miękki, rozpostarty, luźno przytwierdzony do podłoża, o hymenoforze filcowatym, niebieskim lub niebieskawozielonym.
Cechy mikroskopowe
System strzępkowy monomityczny, strzępki wąskie, jasno niebieskozielone, o średnicy przeważnie 2,5–3 µm, ze sprzążkami, strzępki wegetatywne o nieco pogrubionych ścianach, proste i często połączone w ryzomorficzne wiązki równoległych strzępek, rzadko rozgałęzione pod kątem prostym, z licznymi anastomozami i rozproszonymi sprzążkami, strzępki hymenialne zwykle rozgałęzione na sprzążkach, lub przy przegrodach. Podstawki maczugowate, przeważnie 25–30 × 6–7 µm, z licznymi kroplami oleju w protoplazmie i 4 sterygmami. Bazydiospory 5–6,5 µm, kuliste, z wyraźnym wyrostkiem wnęki, z pogrubionymi ścianami, z jedną dużą kroplą oleju w protoplazmie.

## Występowanie i siedlisko
Znane jest występowanie wełniczka pięknego w Ameryce Północnej, Europie i Azji. Najwięcej stanowisk podano w Europie, zwłaszcza na Półwyspie Skandynawskim. Jest rzadszy od wełniczka niebieskozielonawego (Byssocorticium atrovirens). W Polsce do 2003 r. podano jedno tylko stanowisko w Międzyrzecu Podlaskim w 1972 r. Na wydanej w 2006 r. Czerwonej liście roślin i grzybów Polski ma status gatunku wymarłego (w Polsce), w późniejszych latach jednak dwukrotnie podano jednak stanowiska (D. Karasiński w Kaszubskim Parku Krajobrazowym i W. Wojewoda w 2016 r. w Gorcach).
Nadrzewny i naziemny grzyb saprotroficzny. Występuje na martwym drewnie. Zasiedla zbutwiałe drewno drzew iglastych i liściastych, ale występuje także na liściach i innych rodzajach ściółki na ziemi. Zazwyczaj występuje tylko w wilgotnych siedliskach.